# Joseph Satoshi Fukahori
Joseph Satoshi Fukahori (japanisch ヨセフ 深堀 敏, Yosefu Fukahori Satoshi; * 8. Oktober 1924 in Nagasaki, Japan; † 24. September 2009 in Kumamoto) war römisch-katholischer Bischof von Takamatsu.

## Leben
Joseph Satoshi Fukahori studierte zunächst ab 1942 in Fukuoka, dann ab 1949 in Montreal und wurde am 22. Dezember 1951 zum Priester geweiht. Ab 1970 war er stellvertretender Rektor der katholischen Taisei-Oberschule in Fukuoka. Anschließend führte er zwei Gemeinden in Fukuoka. Am 7. Juli 1977 wurde er durch Papst Paul VI. zum Bischof von Takamatsu ernannt. Der Erzbischof von Osaka Paul Yoshigoro Kardinal Taguchi weihte ihn am 23. September desselben Jahres zum Bischof; Mitkonsekratoren waren Peter Seiichi Shirayanagi, Erzbischof in Tokio und Peter Saburō Hirata PSS, Bischof von Fukuoka.
Am 14. Mai 2004 nahm Papst Johannes Paul II. seinen altersbedingten Rücktritt an. Im Alter von 84 Jahren starb er am 24. September 2009 in Kumamoto an Nierenkrebs.